# Johan Georg van Brandenburg
Johan Georg van Brandenburg bijgenaamd Oeconomicus (Cölln, 11 september 1525 - aldaar, 8 januari 1598) was van 1571 tot aan zijn dood keurvorst van Brandenburg. Hij behoorde tot het huis Hohenzollern.

## Levensloop
Johan Georg was de zoon van keurvorst Joachim II Hector van Brandenburg en diens eerste echtgenote Magdalena van Saksen, dochter van hertog George van Saksen. Van 1560 tot 1569 was hij diocesaan administrator van het bisdom Brandenburg. In 1571 volgde hij zijn vader op als keurvorst van Brandenburg. Tien dagen na het overlijden van zijn vader stierf ook zijn oom, markgraaf Johan I van Brandenburg-Küstrin, zonder erfgerechtigde nakomelingen en erfde Johan Georg diens bezittingen.
Johan Georg erfde van zijn vader niet alleen het keurvorstendom Brandenburg, maar ook 2,5 miljoen gulden staatsschuld. In Berlijn gaf hij daarom de opdracht om alle huizen van de gunstelingen van zijn vader te doorzoeken en te verzegelen en liet hij ook een pogrom tegen de Joden toe, waarbij de meeste Joodse huizen werden geplunderd. Beduidende lutheraanse gelovigen konden dan weer op bescherming rekenen. 
Johan Georg beschouwde Lippold Ben Chluchim, de Joodse muntmeester en hofbankier van zijn vader, als de verantwoordelijke voor de hoge staatsschuld en beschuldigde hem van verduistering van inkomsten en onrechtvaardige verrijking. Lippold Ben Chluchim werd onder huisarrest geplaatst en werd vervolgens ook verdacht van hekserij en moord. Onder marteling bekende hij de hem ten laste gelegde beschuldigingen en verklaarde hij keurvorst Joachim II Hector vergiftigd te hebben, waarna Lippold Ben Chluchim ter dood werd veroordeeld. Op 28 januari 1573 werd hij geradbraakt en gevierendeeld, waarna er een zware tijd aanbrak voor de Joden in Brandenburg, die reeds onder keurvorst Joachim II Hector hoge dwangsommen en belastingen moesten betalen. Na de executie van Ben Chluchim verbande Johan Georg alle Joden uit Brandenburg en confisqueerde hij al hun bezittingen.
Op 13 juli 1574 stichtte Johan Georg in Berlijn het eerste humanistische gymnasium. Ook probeerde hij de financiële gevolgen van de uitgebreide hofhouding van zijn vader op te lossen door de overmatige schuldenlast van Brandenburg tegen te gaan en de terugbetaling van de schulden efficiënt te beheren. Dit leverde de bijnaam Oeconomicus op. 
In 1577 ondertekende hij de Concordiënformule, die de theologische conflicten binnen het lutheranisme moest oplossen die na de dood van Maarten Luther waren ontstaan. Ook ondertekende hij in 1580 het Concordiënboek. In 1591 werd hij na het overlijden van keurvorst Christiaan I van Saksen samen met hertog Frederik Willem I van Saksen-Weimar regent van het keurvorstendom Saksen.
De gematigde en standvastige Johan Georg was niet geneigd om experimenten uit te voeren. Zo weigerde hij in 1582, in tegenstelling tot de meeste protestantse vorsten, de gregoriaanse kalender in te voeren. In januari 1598 overleed hij op 72-jarige leeftijd en werd opgevolgd door zijn zoon Joachim Frederik.

## Huwelijken en nakomelingen
Op 12 februari 1545 huwde hij met zijn eerste echtgenote Sophia (1525-1546), dochter van hertog Frederik II van Liegnitz. Ze kregen een zoon:
- Joachim Frederik (1546-1608), keurvorst van Brandenburg

Op 12 februari 1548 huwde Johan Georg met zijn tweede echtgenote Sabina (1529-1575), dochter van markgraaf George van Brandenburg-Ansbach. Ze kregen elf kinderen, van wie er slechts drie de kindertijd overleefden:
- Georg Albrecht (1555-1557)
- Johan (1557), jong gestorven
- Albrecht (1557), jong gestorven
- Magdalena Sabina (1559), jong gestorven
- Erdmuthe (1561-1623), huwde in 1577 met hertog Johan Frederik van Pommeren
- Maria (1562), jong gestorven
- Hedwig (1563), jong gestorven
- Magdalena (1564), jong gestorven
- Margaretha (1565), jong gestorven
- Anna Maria (1567-1618), huwde in 1581 met hertog Barnim X van Pommeren
- Sophia (1568-1622), huwde in 1582 met keurvorst Christiaan I van Saksen

Op 6 oktober 1577 huwde hij met zijn derde echtgenote Elisabeth (1563-1607), dochter van vorst Joachim Ernst van Anhalt. Hij was 52, zij was 14. Samen kregen ze elf kinderen:
- Christiaan (1581-1655), markgraaf van Brandenburg-Bayreuth
- Magdalena (1582-1616), huwde in 1598 met landgraaf Lodewijk V van Hessen-Darmstadt
- Joachim Ernst (1583-1625), markgraaf van Brandenburg-Ansbach
- Agnes (1584-1629), huwde in 1604 met hertog Filips Julius van Pommeren en in 1628 met prins Frans Karel van Saksen-Lauenburg
- Frederik (1588-1611)
- Elisabeth Sophia (1589-1629), huwde in 1613 met vorst Janusz Radziwiłl en in 1628 met hertog Julius Hendrik van Saksen-Lauenburg
- Dorothea Sybilla (1590-1625), huwde in 1610 met hertog Johan Christiaan van Brieg
- Georg Albrecht (1591-1615)
- Sigismund (1592-1640)
- Johan (1597-1627)
- Johan Georg (1598-1637)

### Voorouders
| Kwartierstaat van Johan Georg van Brandenburg | Kwartierstaat van Johan Georg van Brandenburg                                       | Kwartierstaat van Johan Georg van Brandenburg                                       | Kwartierstaat van Johan Georg van Brandenburg                                       | Kwartierstaat van Johan Georg van Brandenburg                                       | Kwartierstaat van Johan Georg van Brandenburg                                    | Kwartierstaat van Johan Georg van Brandenburg                                    | Kwartierstaat van Johan Georg van Brandenburg                                    | Kwartierstaat van Johan Georg van Brandenburg                                    |
| --------------------------------------------- | ----------------------------------------------------------------------------------- | ----------------------------------------------------------------------------------- | ----------------------------------------------------------------------------------- | ----------------------------------------------------------------------------------- | -------------------------------------------------------------------------------- | -------------------------------------------------------------------------------- | -------------------------------------------------------------------------------- | -------------------------------------------------------------------------------- |
| Overgrootouders                               | Johann Cicero van Brandenburg (1455-1499) ∞ Margaretha van Saksen (1449-1501)       | Johann Cicero van Brandenburg (1455-1499) ∞ Margaretha van Saksen (1449-1501)       | Johan van Denemarken (1455–1513) ∞ Christina van Saksen (1461–1521)                 | Johan van Denemarken (1455–1513) ∞ Christina van Saksen (1461–1521)                 | Albrecht van Saksen (1443-1500) ∞ Sidonia van Bohemen (1449-1510)                | Albrecht van Saksen (1443-1500) ∞ Sidonia van Bohemen (1449-1510)                | Casimir IV van Polen (1427–1492) ∞ Elisabeth van Oostenrijk (1436-1505)          | Casimir IV van Polen (1427–1492) ∞ Elisabeth van Oostenrijk (1436-1505)          |
| Grootouders                                   | Joachim I Nestor van Brandenburg (1484-1535) ∞ Elisabeth van Denemarken (1485-1555) | Joachim I Nestor van Brandenburg (1484-1535) ∞ Elisabeth van Denemarken (1485-1555) | Joachim I Nestor van Brandenburg (1484-1535) ∞ Elisabeth van Denemarken (1485-1555) | Joachim I Nestor van Brandenburg (1484-1535) ∞ Elisabeth van Denemarken (1485-1555) | George van Saksen (1471-1539) ∞ Barbara van Polen (1478-1534)                    | George van Saksen (1471-1539) ∞ Barbara van Polen (1478-1534)                    | George van Saksen (1471-1539) ∞ Barbara van Polen (1478-1534)                    | George van Saksen (1471-1539) ∞ Barbara van Polen (1478-1534)                    |
| Ouders                                        | Joachim II Hector van Brandenburg (1505-1571) ∞ Magdalena van Saksen (1507-1534)    | Joachim II Hector van Brandenburg (1505-1571) ∞ Magdalena van Saksen (1507-1534)    | Joachim II Hector van Brandenburg (1505-1571) ∞ Magdalena van Saksen (1507-1534)    | Joachim II Hector van Brandenburg (1505-1571) ∞ Magdalena van Saksen (1507-1534)    | Joachim II Hector van Brandenburg (1505-1571) ∞ Magdalena van Saksen (1507-1534) | Joachim II Hector van Brandenburg (1505-1571) ∞ Magdalena van Saksen (1507-1534) | Joachim II Hector van Brandenburg (1505-1571) ∞ Magdalena van Saksen (1507-1534) | Joachim II Hector van Brandenburg (1505-1571) ∞ Magdalena van Saksen (1507-1534) |
| Johan Georg van Brandenburg (1525-1598)       |                                                                                     |                                                                                     |                                                                                     |                                                                                     |                                                                                  |                                                                                  |                                                                                  |                                                                                  |